# Лонгена, Бальдассаре
Бальдассаре Лонге́на (итал. Baldassarre Longhena; 1596 или 1597, Венеция — 18 февраля 1682, Венеция) — итальянский архитектор и скульптор Венецианской республики, один из самых известных представителей венецианской архитектуры эпохи барокко.

## Биография
Родившийся в Венеции, старший сын каменщика (возможно и архитектора) Мелхиседека Лонгены и Джакомины (оба выходцы из Брешии), Лонгена учился у архитектора Винченцо Скамоцци, ученика и последователя Андреа Палладио. После смерти Скамоцци завершил в 1640 году здание Новых Прокураций на южной стороне площади Сан-Марко.
Изучение творчества Андреа Палладио и Себастьяно Серлио, а также покровительство знатной семьи Контарини способствовали его художественному образованию и служебной карьере. В 1640—1682 годах Лонгена служил в должности государственного архитектора Венеции (architetto di Stato di Venezia); в его «бюрократическую» деятельность входила подготовка писем, ведение строительной документации и финансового учёта. Его архитектурная работа совпала со временем творчества трёх его великих современников в Риме: Дж. Л. Бернини, Ф. Борромини и Пьетро да Кортона.

## Архитектурное творчество
В свои двадцать с небольшим лет он прославился реконструкцией дворца Малипьеро на Гранд-канале (1621—1622) и радикальной перестройкой Палаццо Джустиниан-Лолин, также в районе Сан-Марко на Гранд-канале (1623).
Наибольшее влияние на индивидуальный стиль Лонгены оказали два выдающихся мастера итальянского чинквеченто (XVI века): Якопо Сансовино и Андреа Палладио. Полностью погрузившись в эстетику барокко своего времени, архитектор сумел сохранить специфику венецианской архитектурной школы, придать своим постройкам необходимую пышность и светотеневые эффекты, которые можно найти, прежде всего, в его бесспорном шедевре — базилике Санта-Мария-делла-Салюте (1631—1681). Эта церковь является одной из самых известных достопримечательностей города. Главный вход, созданный по образцу римской триумфальной арки, позднее воспроизводили многие архитекторы Венеции.
Лонгена проектировал и другие церкви в городе, в том числе Кьеза-дель-Оспедалетто и Санта-Мария-ди-Назарет, или Церковь Скальци, построенные между 1660 и 1689 годами, хотя фасад последней церкви был перестроен Джузеппе Сарди Венецианцем (1624—1699). Он также проектировал Палаццо Беллони-Баттаджа с видом на Большой канал.
Одним из крупнейших проектов Лонгены был собор Санта-Мария-Ассунта в Кьодже, выполненный между 1624 и 1647 годами. После завершения строительства собора он проектировал два других дворца на Большом канале Венеции: Ка-Реццонико (1649) и Ка-Пезаро (1659), оба окончены после его смерти.
Между 1641 и 1680 годами Бальдассаре Лонгена создал новую библиотеку, парадную лестницу, фасад монастыря, здание послушника, комнату для больных и комнаты для гостей монастыря Сан-Джордже-Маджоре на одноимённом острове.
Учениками, а затем сотрудниками и последователями Лонгены, были Джузеппе Сарди «венецианец», Бернардо Фалькони из Биссоне, Антонио Гаспари и Петер Штрудель из Трентино-Альто-Адидже.
Лонгена привнёс в палладианскую архитектуру собственное мироощущение и необычные композиционные приёмы, нарушающие каноническую симметрию построек Палладио и Скамоцци. В частности, Б. Митрович в своей книге об архитектуре эпохи Возрождения писал: «Скамоцци… корректировал колонну главного портика так, чтобы края боковых колонн были видны из круглого зала внутри… Бальдассаре Лонгена использовал аналогичную систему неортогональных осей в Санта-Мария-делла-Салюте в Венеции. Как и в случае с Палладио, неясно, намеревался ли Лонгена сформировать такие зрительные оси или они являются побочным продуктом его сложной геометрии».

## Галерея

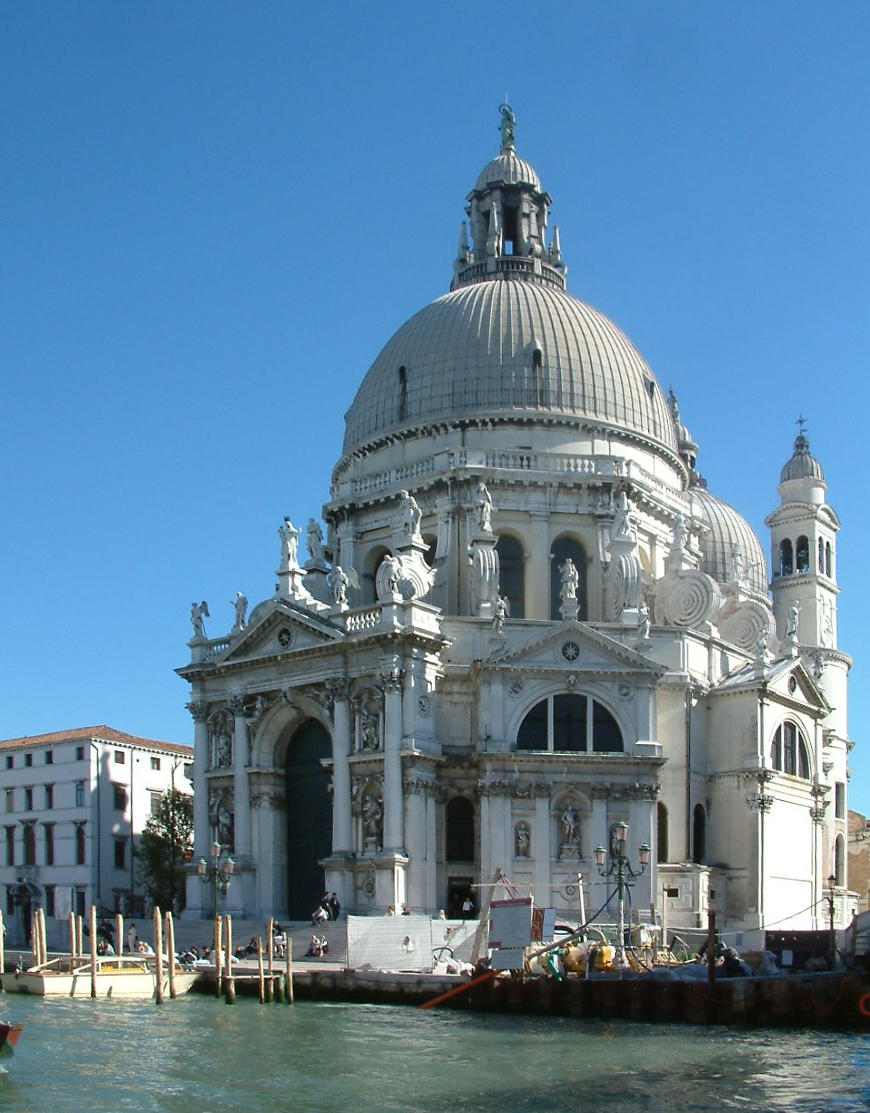
Базилика Санта-Мария-делла-Салюте. 1631—1687
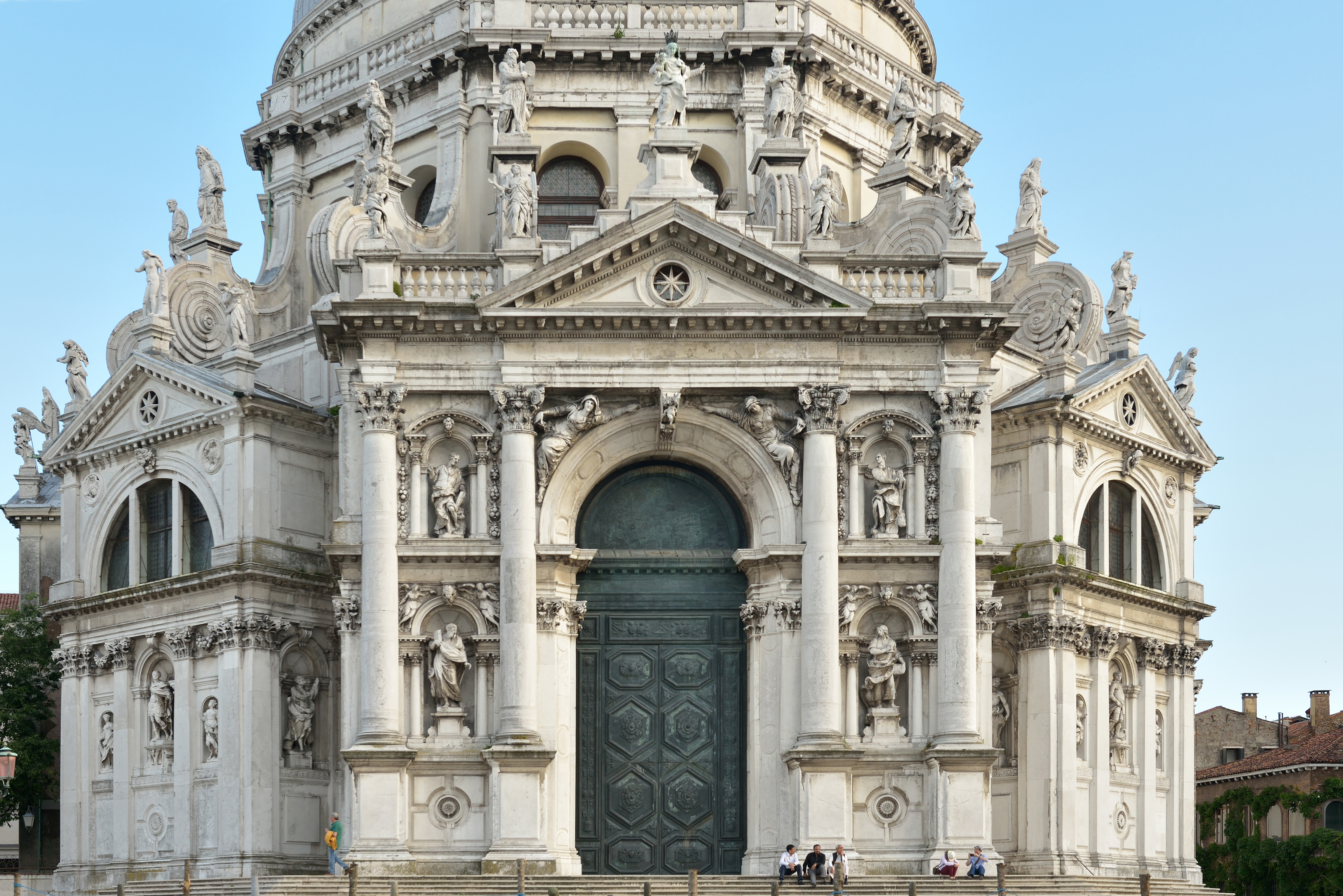
Базилика Санта-Мария-делла-Салюте. Центральный портал
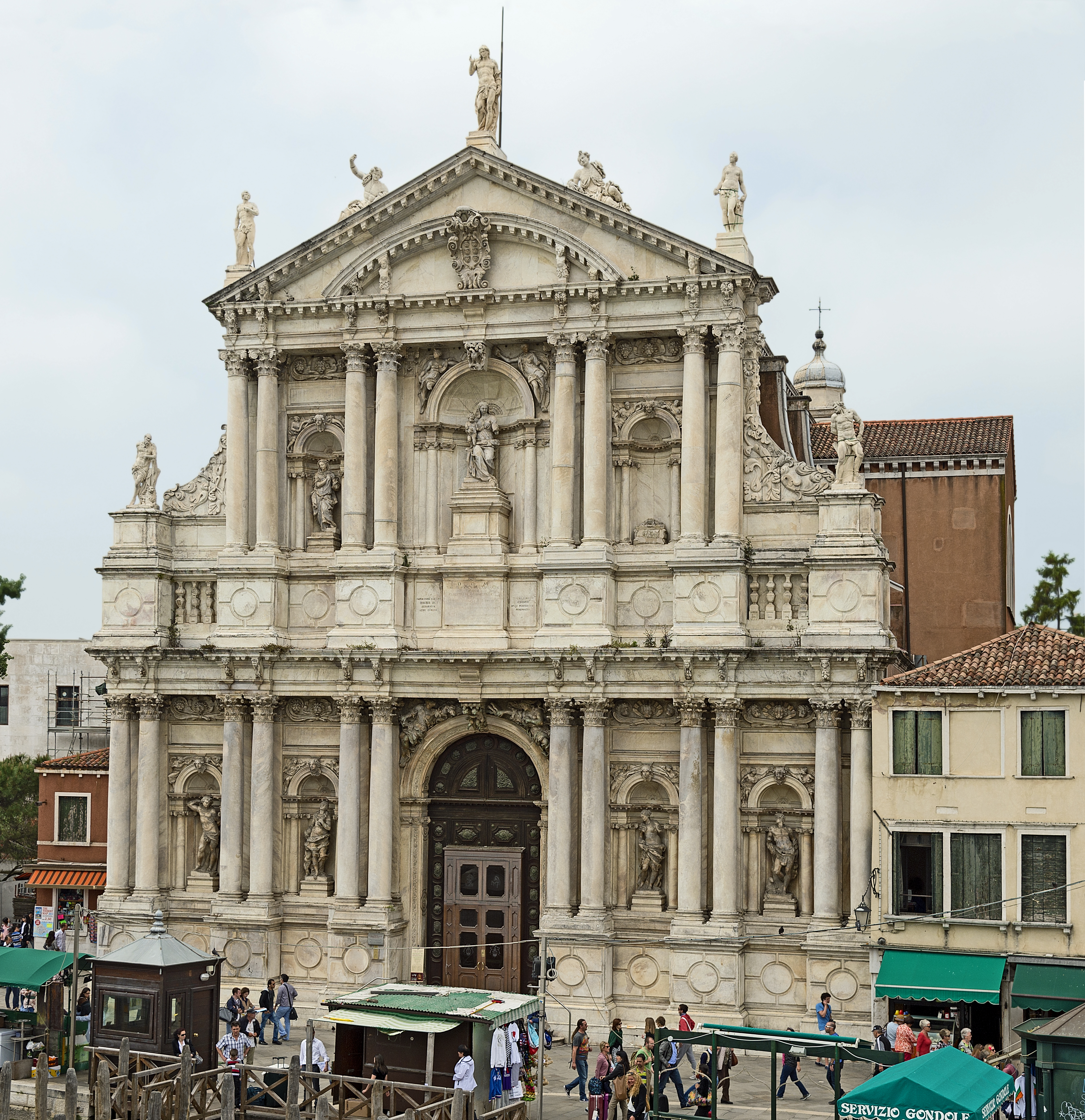
Церковь Скальци. 1660—1689 (фасад перестроен «Джузеппе Сарди Венецианцем» в 1672 году)
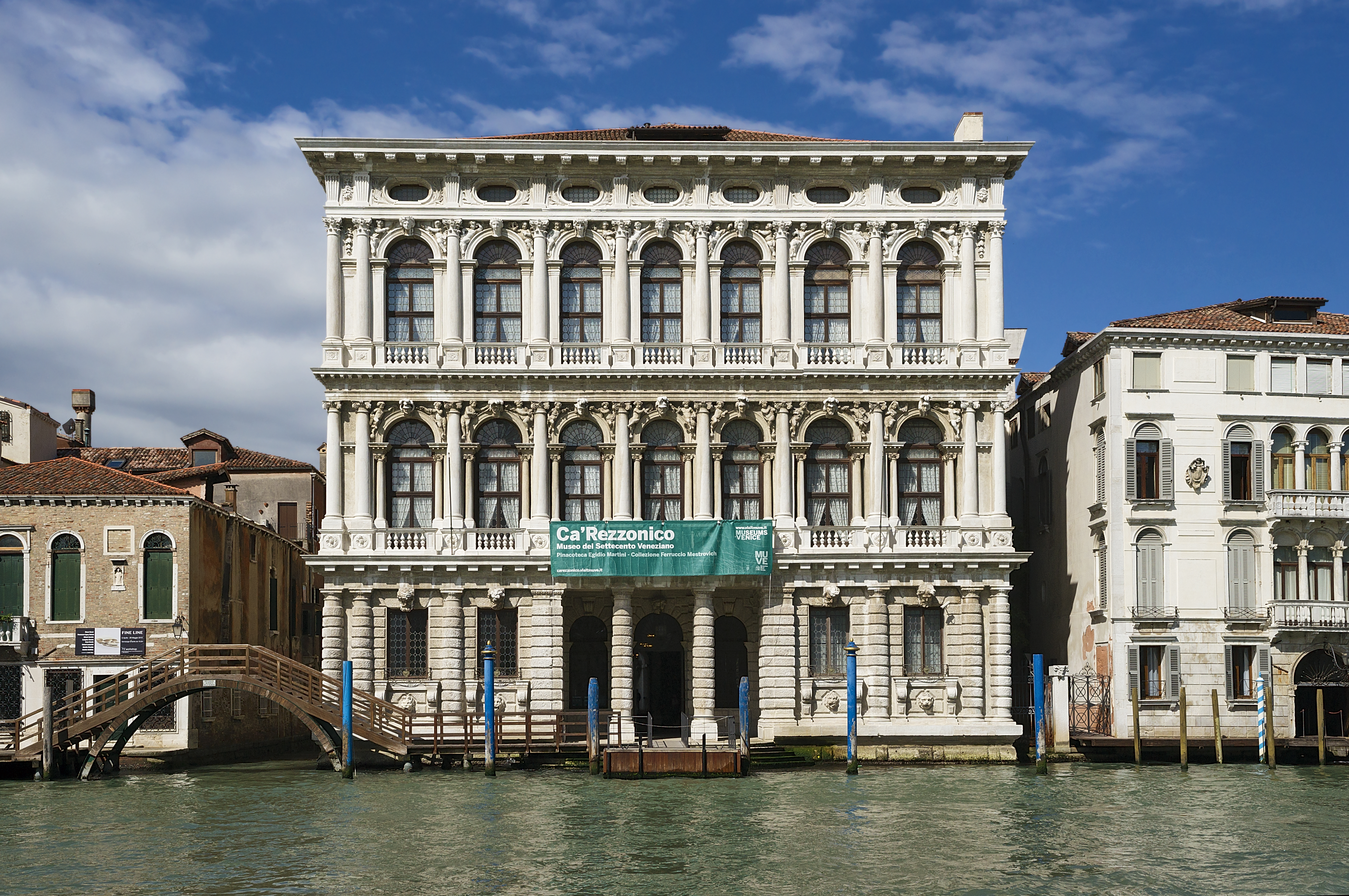
Ка-Реццонико. 1649—1682
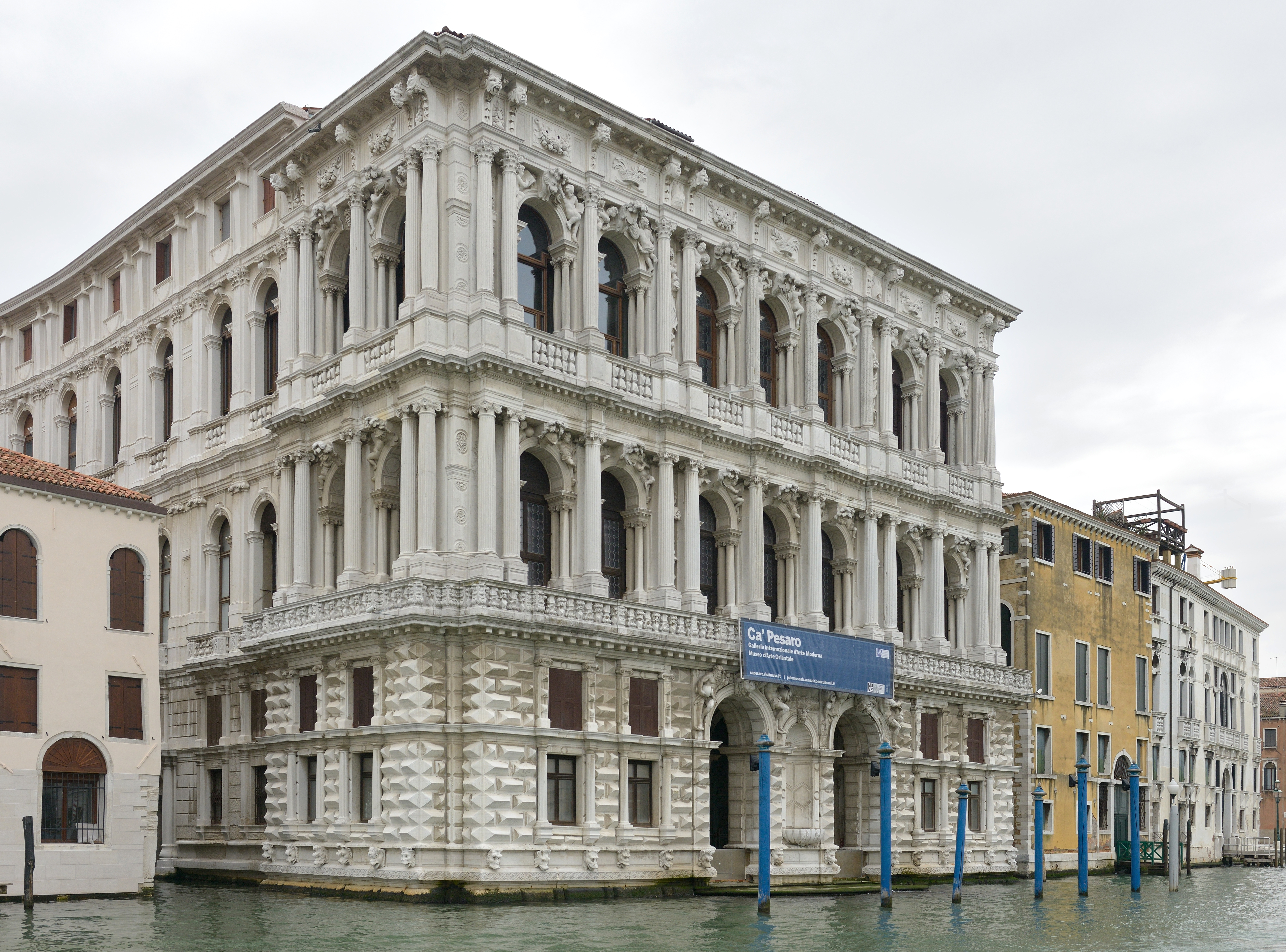
Ка-Пезаро. 1659
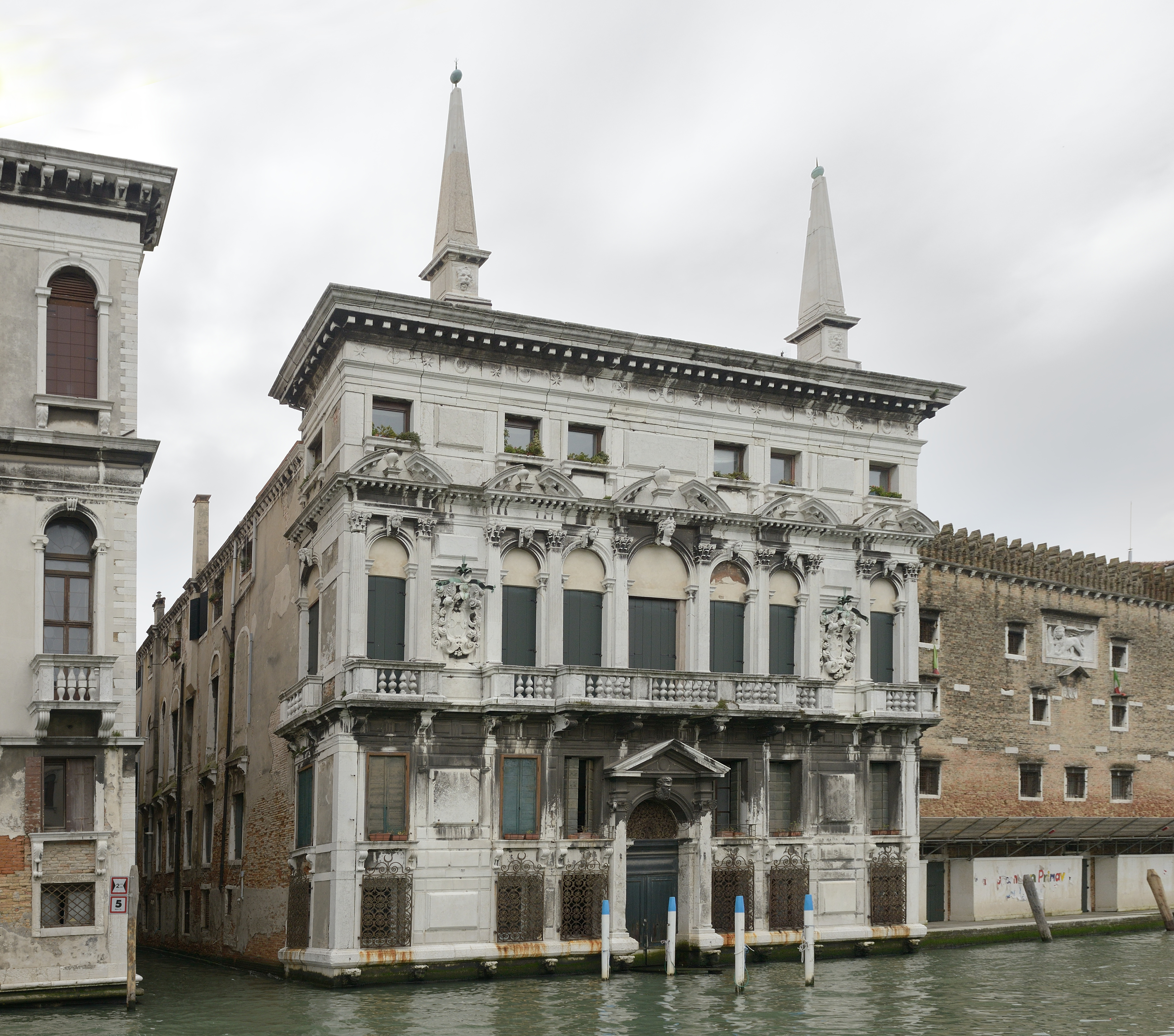
Палаццо Беллони-Баттаджа
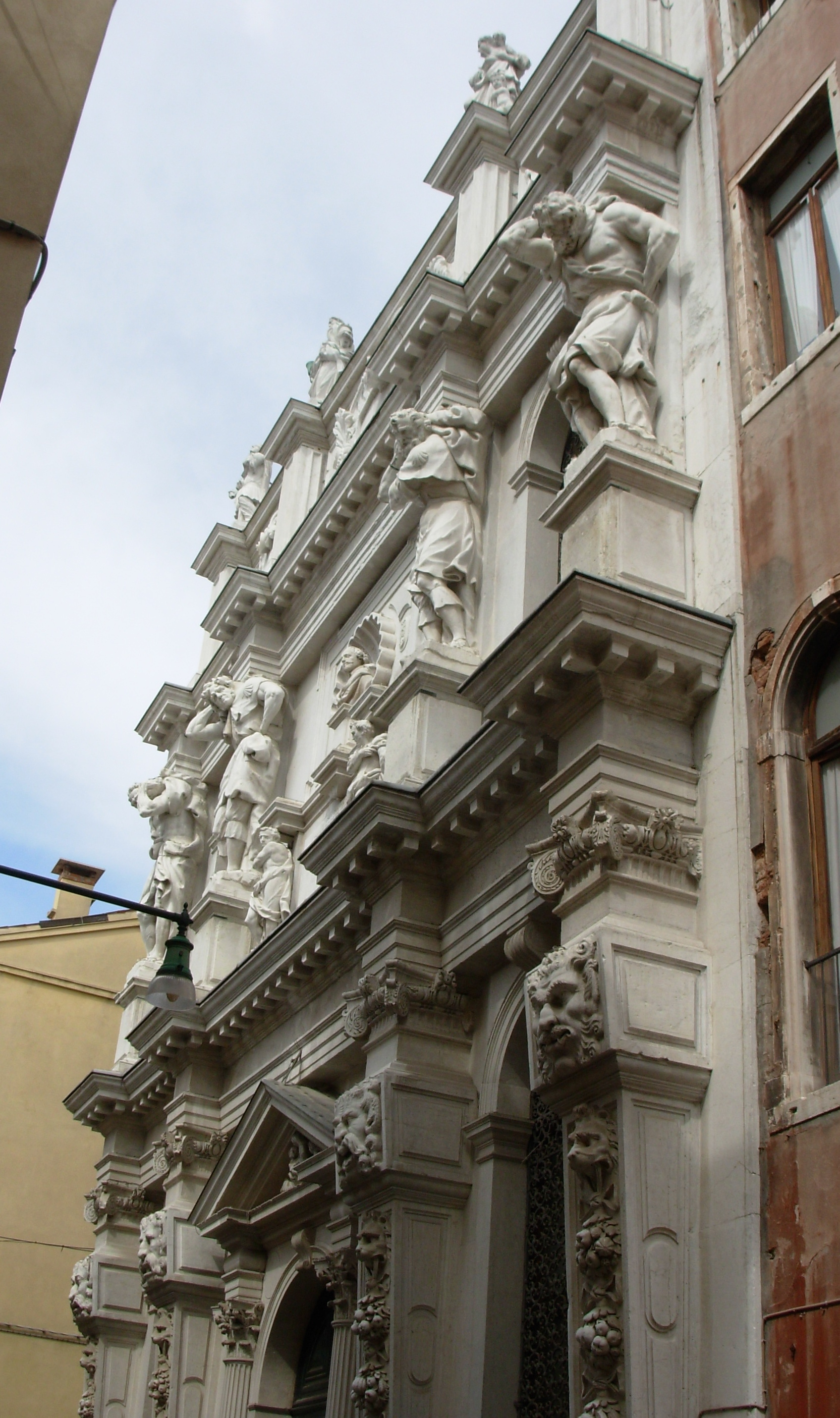
Кьеза-дель-Оспедалетто. Деталь фасада
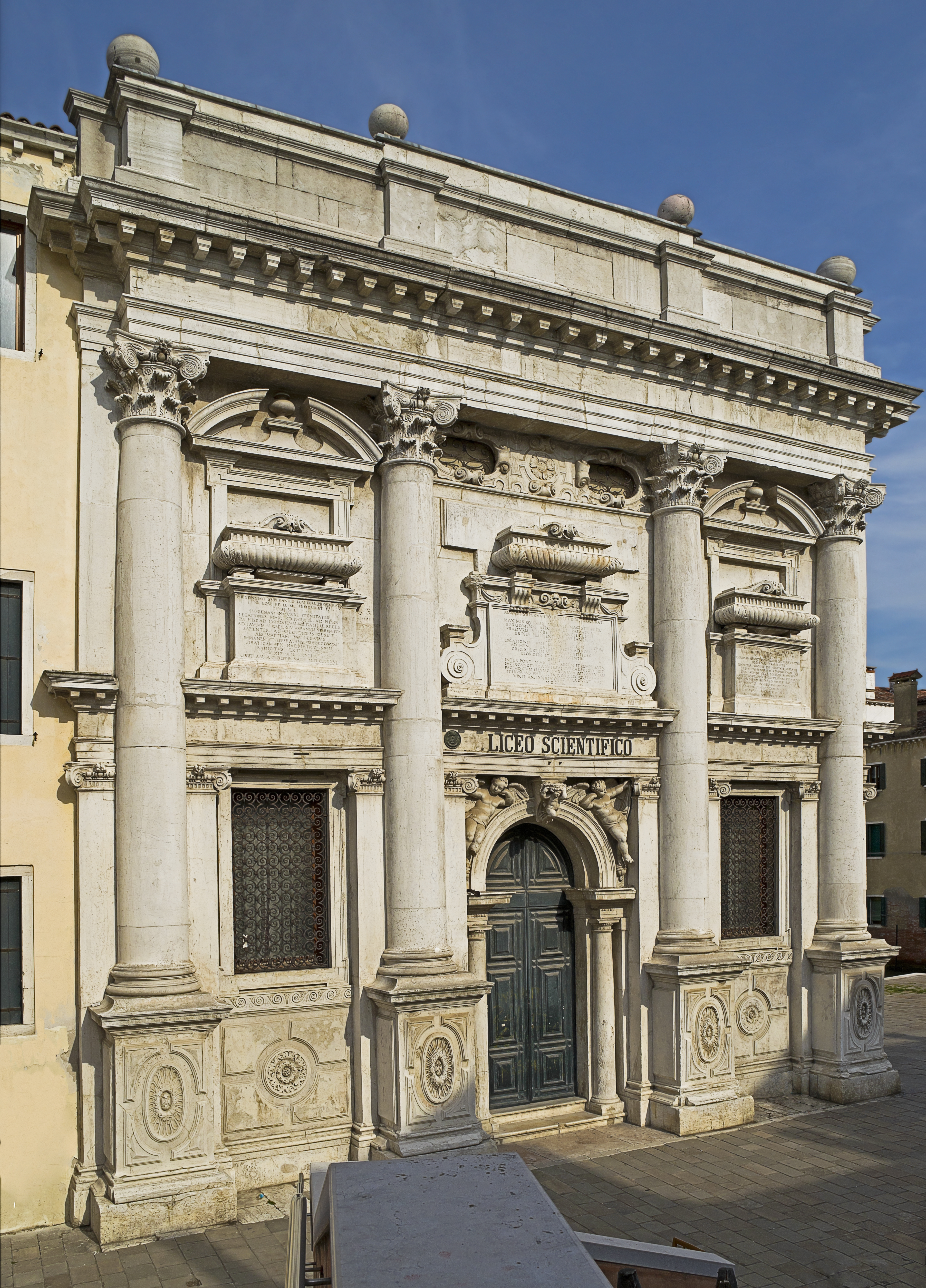
Церковь Санта-Джустина. Фасад. 1640

## Основные постройки
- Церковь Санта-Мария-делла-Салюте. 1631—1687
- Фасад церкви Санта-Джустина. 1640
- Колледжо Греко. 1648
- Капелла в церкви Сан-Пьетро ди Кастелло
- Церковь Скальци. 1660—1689
- Греческая Школа Флангиниса. 1662—1664
- Фасад церкви Сан-Сальвадор. 1663
- Ка' Пезаро (1679). Проект 1659
- Здание Патриархальной семинарии. 1670
- Кьеза-дель-Оспедалетто.
- Ка-Реццонико. 1649—1682
- Палаццо Беллони-Баттаджа
- Палаццо-да-Лецце
- Фасад палаццо Капелло-Малипьеро
- Палаццо Базадонна-Сан-Тровазо
- Палаццо Джустиниан-Лолин. 1624
- Палаццо Марчелло-Пиндемонте
- Палаццо Видманн
- Палаццо Дзено, частичная реконструкция
- Палаццо Эриццо